# Dichaea latifolia
Dichaea latifolia är en orkidéart som beskrevs av John Lindley. Dichaea latifolia ingår i släktet Dichaea och familjen orkidéer.

## Underarter
Arten delas in i följande underarter:
- D. l. longa
- D. l. latifolia